# Strumenti dell'astronomia
Le scienze astronomiche sono supportate da strumenti in grado di aiutare l'uomo nella misura e nella rilevazione di dati. Il primo strumento usato è senza dubbio l'occhio umano e le intuizioni ad occhio nudo. Tuttavia ad oggi la tecnologia astronomica consente un ampio uso di strumentazione.

## Storia

### I primi strumenti dell'astronomia

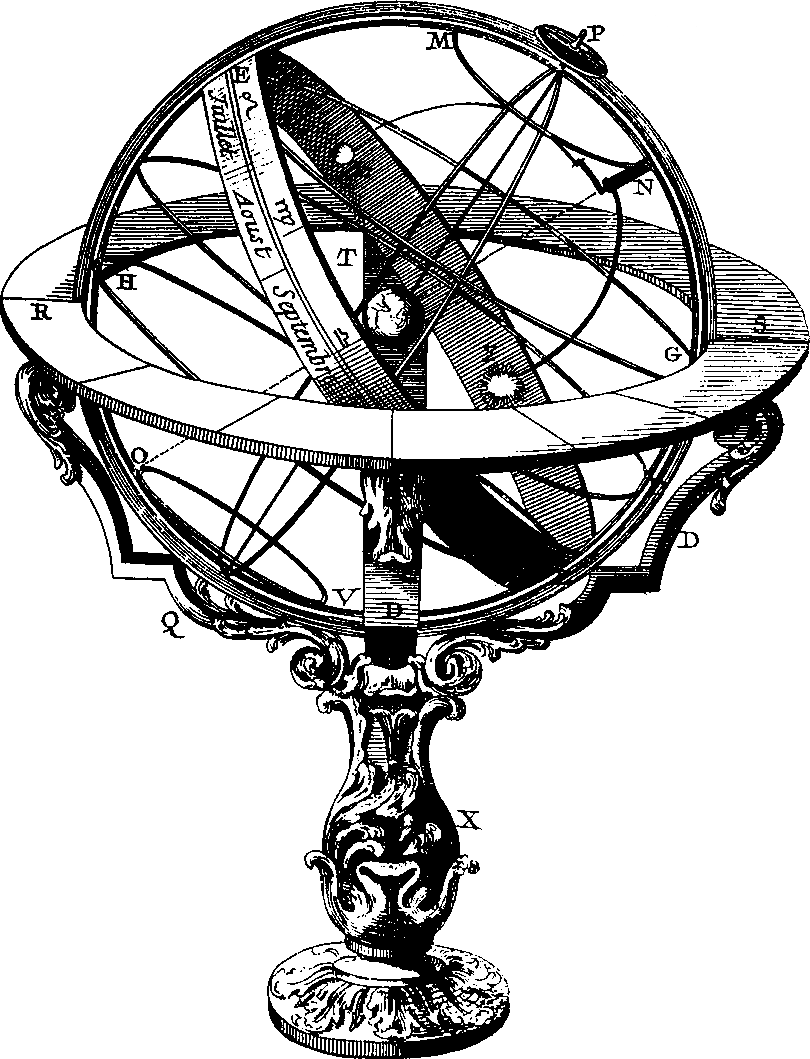
Sfera armillare

Agli albori dell'astronomia l'unico "strumento" che l'uomo aveva a disposizione era l'occhio nudo, affiancato ad esso venivano usati strumenti semplici atti a misurare la posizione degli astri. Gli egizi usavano il merkhet, costituito da due fili a piombo retti da due osservatori: il merkhet serviva per individuare la posizione degli astri.
Nell'isola di Giava per individuare la data della semina, si puntava una mano piena di riso alla sera in direzione della cintura di Orione, se cadevano alcuni chicchi era il momento giusto. La tribù dei Daiacchi nel Borneo invece, usava con lo stesso metodo una canna di bambù piena d'acqua, appena il quantitativo scendeva sotto un certo livello, era giunto il momento per seminare.
Un altro strumento usato nell'antichità era l'asta di Archimede, consistente in un'asta di legno sopra un'estremità nella quale l'osservatore osservando il sole tra le nubi può determinare la distanza angolare del disco solare.
Ipparco usava due armille che rappresentavano i circoli fondamentali della sfera celeste; ciascuna armilla consisteva in un anello di bronzo puntato l'uno sul piano dell'equatore celeste e l'altro verso i poli dell'eclittica; tramite altri cerchi interni movibili era possibile puntare un astro e determinare così le coordinate celesti.

### La macchina di Anticitera
La macchina di Anticitera, è uno strumento astronomico che, mosso da ruote dentate, calcola il moto degli oggetti celesti: il sorgere del sole, le fasi lunari, i movimenti dei 5 pianeti conosciuti, gli equinozi, i mesi e i giorni della settimana; esso è databile attorno al 100 - 150 a.C. Questa scoperta conferma il fatto che già in epoca greca le conoscenze erano abbastanza avanzate in ambito astronomico; a Siracusa già dal 213 a.C. Marco Tullio Cicerone cita la presenza di una macchina circolare costruita da Archimede con la quale si rappresentavano i movimenti del Sole, dei pianeti e della Luna, nonché delle sue fasi e delle eclissi.

### Gli strumenti di Tolomeo

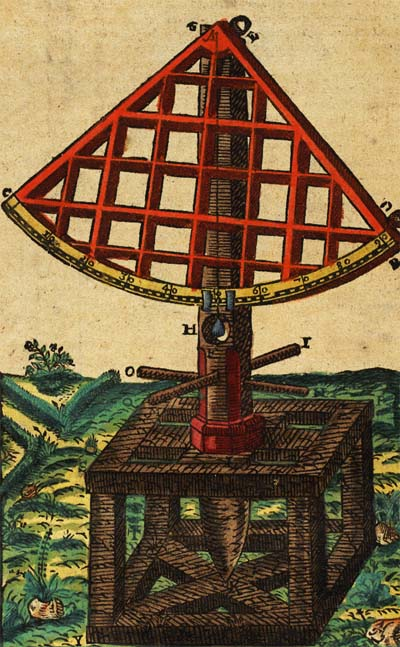
Quadrante usato da Tycho

Tolomeo introdusse il quadrante, uno strumento successivamente perfezionato che constava di un quarto di cerchio finemente graduato e di due aste fisse perpendicolari unenti le estremità del cerchio al suo centro; una terza asta mobile incardinata al centro determinava la distanza zenitale dell'astro, lo strumento ovviamente era munito di un filo a piombo per regolarlo. Per eliminare errori di misura Tolomeo introdusse successivamente il triquetrum o regolo di Tolomeo. Si trattava di un palo verticale e di due regoli incardinati sul palo stesso, il regolo superiore poteva scorrere su quello inferiore che era graduato, e dato che essi formavano un triangolo isoscele, era facile determinare la distanza zenitale. L'ultimo strumento introdotto da Tolomeo era l'astrolabio (probabilmente scoperto da Ipparco e sviluppato poi dagli arabi), esso diverrà un vero gioiello tecnico-matematico. Esso era costituito da un'armilla e da un regolo con due traguardi, ma nei modelli più complessi esso diventava persino un piccolo planisfero celeste. Alcuni modelli avevano diverse funzioni, dalla determinazione delle altezze, sino alla possibilità di prevedere la posizione degli astri in base all'orario. L'astrolabio infatti riportava in piano tutte le coordinate celesti, divenendo ben presto uno strumento fondamentale per lo sviluppo dell'astronomia, paragonabile solo al futuro telescopio.
Altro strumento osservativo antico era l'ottante, di forma simile al sestante e al quadrante, formato da un arco graduato di ⅛ di cerchio, impiegato per misure angolari.

### La nascita degli strumenti ottici
Il primo passo verso l'astronomia ottica si è avuto grazie alle ricerche di Ruggero Bacone, il quale studiò le proprietà delle lenti piano convesse ottenute sezionando una sfera di vetro con un piano.
Bacone notò che l'ingrandimento ottenibile era determinato dalla rifrazione dell'immagine, esso dipendeva dalla lunghezza focale della lente e dalla distanza su cui si poneva l'occhio; difatti di lì a poco le lenti si diffusero assieme ai primi modelli di occhiali da vista. Tuttavia per un uso astronomico si dovrà attendere il 1608, quando gli olandesi costruiranno un modello semplice di telescopio rifrattore, strumento che l'anno successivo fu perfezionato da Galileo Galilei. Le scoperte di Galileo sono ben note, così come è ben nota la rivoluzione introdotta: l'astronomia ottica era avviata.
Con l'avvento dell'ottica le tecniche di lavorazione delle lenti migliorarono; il modello galileiano soffriva di difetti insiti nelle proprietà delle lenti. Le lenti infatti non concentrano i fasci luminosi in un unico punto ma lo dividono in fasci che vanno dal rosso al violetto; per questo motivo le immagini soffrono della cosiddetta aberrazione cromatica, per la quale l'immagine ha difficoltà ad essere messa a fuoco perfettamente. Per risolvere questo difetto, conveniva costruire lenti di piccola curvatura e di grande distanza focale. Così Hevelius nel 1647 costruì uno strumento a focale di 3,5 m, ma successivamente, questo valore aumentò giungendo a 7,5 m o ai 50 m dello strumento di Huygens, applicando la cosiddetta montatura aerea, soluzione che comportava l'applicazione di un filo teso su cui centrare l'oculare con la lente primaria.
Nel 1663 James Gregory creò uno strumento che raccoglieva luce in uno specchio paraboloidico il quale rifletteva la luce su un secondario che la rifletteva al primario attraversandolo tramite un foro centrale. L'idea era buona ma vi erano ancora enormi problemi pratici.

Schema ottico di uno Schmidt-Cassegrain

Nel 1666 Newton facendo passare un fascio di luce solare attraverso un prisma di vetro ottenne uno spettro di colori che egli concepì come costituenti naturali della luce bianca. Concluse anche che l'aberrazione sferica era causa della rifrazione dei colori. Sicché nel 1668 costruì il modello newtoniano, con un primario sferico modificato e un secondario inclinato a 45º. Successivamente Cassegrain costruì il suo celebre modello, modificando quello proposto da Gregory, applicando come secondario un convesso al posto di un concavo.

### L'evoluzione dell'ottica

Lente acromatica

John Dollond possedeva uno dei più famosi laboratori strumentali d'Europa. Egli tentò di realizzare un sistema ottico sulla base degli studi di Newton, ma con risultati insoddisfacenti. Nel 1754 quando Samuel Klingenstierna pubblicò una memoria nella quale, con un'analisi rigorosa, dimostrava l'inconsistenza degli esperimenti di Newton rispetto alle sue ricerche sul cromatismo e ne proponeva di nuovi; Dollond ne ricevette una forte impressione. Decise di far buon uso dei suggerimenti, e intraprese subito nuovi esperimenti. I risultati di queste prove, eseguite con diverse combinazioni di vetri a bassa e alta dispersione, che contraddicevano le esperienze di Newton, lo portarono a realizzare obiettivi acromatici composti da una lente convergente in crown e da una divergente in flint.
Nel 1758 Dollond mise in vendita i primi telescopi acromatici di 1,5 metri di fuoco e nel 1765 suo figlio Peter, che gli era succeduto alla guida del laboratorio, propose un obiettivo a tre lenti, due concave di crown e una convessa di flint. Questa soluzione consentì di ridurre anche l'aberrazione sferica e di produrre obiettivi che a parità di focale avevano dimensioni maggiori.
Nella prima metà dell'800, Fraunhofer sviluppa ulteriormente le lenti acromatiche, lenti che eliminano l'aberrazione cromatica nelle immagini interponendo altre lenti di correzione; in questo modo i telescopi rifrattori cominciano a diffondersi molto più del passato.
Ulteriori passi sono stati compiuti tramite altre configurazioni a riflessione, l'ultima delle quali ad opera di Bernhard Schmidt che inventò l'omonima combinazione ottica nei primi del Novecento. Egli ebbe l'idea di correggere l'aberrazione sferica degli specchi con una lente posta al centro di curvatura, riuscendo in tal modo ad ottenere un campo corretto di oltre 5 o 6 gradi; inoltre, rispetto ai comuni riflettori, lo Schmidt consentiva un grande campo e una notevole luminosità, tanto da ottenere delle foto con tempi bassi. Successive configurazioni hanno permesso la creazione di modelli misti come lo Schmidt-Cassegrain o il Maksutov-Cassegrain, strumenti adatti alle varie esigenze degli osservatori e degli astrofili.

### Altri strumenti
Il planetario è uno strumento ottico-meccanico utilizzato per finalità divulgative, riproduce in modo realistico la sfera celeste. Esso è sostanzialmente formato da un particolare tipo di proiettore che utilizza come schermo una cupola semisferica con dimensioni che possono andare dai 3 ai 25 metri di diametro. Il planetario nacque tra il 1919 e il 1923 presso l'azienda tedesca Zeiss, da allora lo sviluppo è stato sempre maggiore in tutto il mondo.
Il coronografo è uno strumento astronomico utilizzato per osservare la corona solare, esso fu introdotto nel 1930 consentendo lo sviluppo di studi dedicati al sole.